# مواهب في تجويد القرآن الكريم
مواهب في تجويد القرآن الكريم هي مسابقة قرآنية رمضانية تبث حلقاتها على القناة الثانية المغربية .

## تنظيم المسابقة
تنظم القناة الثانية بمناسبة شهر رمضان المبارك من كل سنة، مسابقة مواهب في تجويد القرآن الكريم بشراكة مع وزارة الأوقاف والشؤون الإسلامية و المجالس العلمية المحلية و بإشراف من المجلس العلمي الأعلى .

## أهداف المسابقة
تهدف مسابقة مواهب في تجويد القرآن الكريم إلى اكتشاف مواهب شابة في التجويد وفقا لمجموعة من المعايير التي تعتمدها لجنة التحكيم وعلى رأسها جمالية الصوت وضبط قواعد وأحكام تجويد القرآن الكريم .

## قانون المشاركة
من قانون المشاركة في مسابقة مواهب في تجويد القرآن الكريم أن يكون سن المشاركين من الذكور و الإناث يتراوح ما بين 10 و 20 سنة من الناشئة المغربية المنتمية لمختلف جهات المملكة .